# Anton Steininger
Anton Steininger (* 27. Juni 1898 in Deutschlandsberg; † 28. Oktober 1968 in Graz) war ein österreichischer Schriftsteller, der auch unter dem Pseudonym Walther Sturm publizierte. Der Schwerpunkt seiner Veröffentlichungen liegt auf der Darstellung der politischen Situation Österreichs aus nationalsozialistischer Sicht.

## Leben
Nach vier Jahren Unterricht an einer Handelsakademie wurde Steiniger 1916 im Zuge des Ersten Weltkriegs eingezogen. Mit Kriegsende schied er als Reserveoffizier aus dem aktiven Militärdienst aus. Ab 1919 arbeitete er als Volontär für die Leykam Buchhandlung, später dann für die Holzindustrie in Deutschlandsberg bzw. bei der Papierfabrik Leykam. Von 1924 bis 1938 leitete er die Adressbuch-Abteilung von Kienreichs Anzeigen-Gesellschaft in Graz. Nach dem „Anschluss“ Österreichs übernahm eine Berliner Aktiengesellschaft das Unternehmen und Steininger wurde als örtlicher Geschäftsführer eingesetzt.
Steininger trat am 7. März 1932 der NSDAP bei (Mitgliedsnummer 895.569). Er engagierte sich in der NSBO der Fachschaft Handel (Unterabteilung in der Gruppe Buchhandel der Reichsschrifttumskammer), für die er zunächst ab 1933 als Zellenleiter fungierte und 1937/1938 als Fachschaftswalter. 1938 übernahm er den Aufbau der Deutschen Arbeitsfront (DAF) in der Fachschaft Handel.
In seinem 1932 erschienenen utopischen Debüt-Roman Weltbrand 1950 kombinierte Steininger Rassenkriegs-Motive mit der Vorstellung eines globalen Kriegs zwischen der kommunistischen und der restlichen Welt.
1933 veröffentlichte er unter Pseudonym den Roman Österreich unter dem Gummiknüppel, der im Ständestaat verboten wurde, jedoch bei Nationalsozialisten populär war.
1938/1939 erschien im Leopold Stocker Verlag Steiningers Ostmarktrilogie („Ostmark“ war von 1939 bis 1942 die Bezeichnung für Österreich), in der er anhand von Beispielen das Schicksal österreichischer Nationalsozialisten von 1933 bis zum „Anschluss“ darstellt.  Sie besteht aus den Einzelbänden Trotz Verbot nicht tot, Aufbruch ins Reich und Rebellen für Deutschland. Ab 1940 wurde die Trilogie unter dem Titel Wir kämpften, wir litten, wir siegten geführt. Im Folgejahr wurde sie in Das Buch der Jugend, ein Verzeichnis für die deutsche Jugend empfehlenswerter Bücher, aufgenommen. Durch solche und andere Maßnahmen wurde die Verbreitung von Steiningers Werken im nationalsozialistischen Deutschland gefördert.
1940 trat Steininger der Wehrmacht bei und war 1942 als Kriegsberichterstatter im Rang eines Oberleutnants an der Ostfront.
Nach dem Zweiten Weltkrieg veröffentlichte Steininger nichts mehr. Seine Werke wurden in Deutschland indiziert, kamen jedoch nicht auf die österreichische Liste der gesperrten Autoren und Bücher.
Steininger lebte in Graz. Ursprünglich römisch-katholischen Glaubens, wurde er später als gottgläubig geführt.

## Werke
- Weltbrand 1950 : Ein utopischer Roman. Verlag der Zeit-Romane, Graz 1932.
- Österreich unter dem Gummiknüppel : Ein kleiner Roman. Reissenweber, Gotha 1933.
- Brücken von Volk zu Volk: Deutsch-französischer Verständigungsroman. Stocker, Graz 1938.
- Ostmarktrilogie. Mit Federzeichnungen von Franz Köck.
Trotz Verbot nicht tot : Bilder aus dem illegalen Kampf um Österreichs deutsche Heimat. Stocker, Graz 1938.
Rebellen für Deutschland : Bilder aus dem illegalen Kampf um Österreichs deutsche Freiheit. Stocker, Graz 1939.
Aufbruch ins Reich : Österreichs Freiheitskampf, ein Erlebnis. Stocker, Graz 1939.
- Im Schatten des Kilimandscharo : Ein Kolonialroman. Burmester, Bremen 1941.